# Salsa (film, 2000)
A Salsa 2000-es, 100 perces francia film.

## Alkotók
- Rendezte: Joyce Sherman Bunuel
- Forgatókönyv: Jean-Claude Carrière
- Forgalmazó: Universal Pictures

## Szereplők
- Christianne Gout
- Vincent Lecoeur
- Catherine Samie
- Michel Aumont
- Roland Blanche
- Alexis Veldes